# Monte Sergief
Il Monte Sergief è un piccolo stratovulcano, poco conosciuto e studiato, posto nella parte sud-occidentale dell'Isola Atka, nelle Aleutine.